# (5818) 1989 RC1
(5818) 1989 RC1 (1989 RC1, 1934 NY, 1982 YK5, 1986 YL) — астероїд головного поясу.
Тіссеранів параметр щодо Юпітера — 3,452.